# 高木貴弘
高木 貴弘（たかぎ たかひろ、1982年7月1日 - ）は、石川県金沢市出身の元プロサッカー選手。ポジションはゴールキーパー。

## 来歴
1998年、千葉の敬愛学園高校に進学と同時にジェフユナイテッド市原ユースに入団。2001年にトップチームへの昇格を果たしたが、出場機会に恵まれず、出場機会を求めて2003年10月にザスパ草津に期限付き移籍。
2004年には市原に復帰せず川島永嗣が抜けた大宮アルディージャに完全移籍するも、荒谷弘樹の前に出場機会を掴めず2006年は再び草津に期限付き移籍。およそ2年半ぶりの復帰となる草津では正GKの座を獲得し、J2リーグ戦全48試合すべてにフルタイム出場した。
草津への期限付き移籍期間が満了した2007年は、大宮からコンサドーレ札幌に期限付き移籍。林卓人、佐藤優也とのポジション争いを制して開幕から正GKとして活躍し、札幌のJ1昇格・J2優勝に大きく貢献した。更にこの年は、J2ベストプレイヤーとしてMVPにも輝いた。札幌には2008年まで在籍し、札幌がJ2に降格した2009年は荒谷と入れ替わる形で大宮に復帰。しかし、正GK江角浩司の前に出場機会を得られず、さらにシーズン終了後にはアルビレックス新潟から北野貴之を獲得するチームの方針から戦力外通告を受けた。大宮では結局、リーグ戦での出場機会はなかった。
2010年、北野と入れ替わるように新潟に完全移籍。北野の移籍によりゴールキーパーの選手層が薄くなっていた新潟では黒河貴矢に次ぐ第2GKと予想されていたが、シーズン開幕前に右肩を脱臼。しかし、その後黒河も長期離脱したものの、正GKの座は当時プロ入り二年目の東口順昭の手に渡り、自身はシーズンを通して公式戦に出場することなく、1年で新潟を退団した。
2011年、札幌に完全移籍で復帰。前年の正GK高原寿康が負傷離脱したものの、自身もシーズン開幕前の3月1日の練習中に負傷。右大腿二頭筋肉離れと診断され、2年連続でシーズン前に負傷離脱することとなってしまった。その後、正GKは李昊乗が務めており、復帰後は第2GKとしてベンチ入りした。2012年は李昊乗の負傷に序盤戦で出場機会を得たが、3試合の出場に留まりミスも目立ったため杉山哲にポジションを譲った。チームも7試合を残して早々とJ2降格が決まった。
2013年、FC岐阜に完全移籍。開幕当初は時久省吾の控えで、終盤戦になってようやくポジションを掴んだが13試合の出場に留まった。2014年は川口能活の加入によって4年ぶりのリーグ戦出場なしに終わり、シーズン終了後に契約満了となった。
2015年、SC相模原へ完全移籍。同シーズン限りで現役を引退した。2016年から北海道コンサドーレ札幌U-15旭川GKコーチを務める。

## エピソード
- 市原時代に愛車が盗難に遭った。無事に発見されたが、トランクからは見知らぬ金属バットが出てきた。
- 「一途食い」を実践している。（ご飯をよそう前に、すべてのおかずに少しずつ口をつけ、一番気に入ったおかず以外は、まずすべて食べてしまう。そしておもむろにご飯をよそい、残ったお気に入りのおかずと食べる。ご飯を最後の最後に食べることによって過食を防止している）
- 普段はかなりの天然だが、試合になると厳しい男に豹変する。
- 2007年J2最終節水戸戦の試合後、後援会が選ぶシーズンMVPに選ばれた。賞金を受け取ったのち、観客に挨拶しようとしたところ、マイクの電源が入っていなかったため、できなかった。
- 2007年 J's GOAL J2 MIP 受賞。
- 選手名鑑用のアンケートの「（足の）サイズ」の部分に「185センチ」とマジックで書いた。

## 所属クラブ
ユース経歴
- 1995年 - 1997年 星稜中学校
- 1998年 - 2000年 ジェフユナイテッド市原ユース (敬愛学園高校)

プロ経歴
- 2001年 - 2003年 ジェフユナイテッド市原
  - 2003年10月 - 同年12月 ザスパ草津 (期限付き移籍)
- 2004年 - 2009年 大宮アルディージャ
  - 2006年 ザスパ草津 (期限付き移籍)
  - 2007年 - 2008年 コンサドーレ札幌 (期限付き移籍)
- 2010年 アルビレックス新潟
- 2011年 - 2012年 コンサドーレ札幌
- 2013年 - 2014年 FC岐阜
- 2015年 SC相模原

## 個人成績
| 国内大会個人成績 | 国内大会個人成績 | 国内大会個人成績 | 国内大会個人成績 | 国内大会個人成績 | 国内大会個人成績 | 国内大会個人成績 | 国内大会個人成績 | 国内大会個人成績 | 国内大会個人成績 | 国内大会個人成績 | 国内大会個人成績 |
| 年度             | クラブ           | 背番号           | リーグ           | リーグ戦         | リーグ戦         | リーグ杯         | リーグ杯         | オープン杯       | オープン杯       | 期間通算         | 期間通算         |
| 年度             | クラブ           | 背番号           | リーグ           | 出場             | 得点             | 出場             | 得点             | 出場             | 得点             | 出場             | 得点             |
| 日本             | 日本             | 日本             | 日本             | リーグ戦         | リーグ戦         | リーグ杯         | リーグ杯         | 天皇杯           | 天皇杯           | 期間通算         | 期間通算         |
| ---------------- | ---------------- | ---------------- | ---------------- | ---------------- | ---------------- | ---------------- | ---------------- | ---------------- | ---------------- | ---------------- | ---------------- |
| 2001             | 市原             | 21               | J1               | 0                | 0                | 0                | 0                | 0                | 0                | 0                | 0                |
| 2002             | 市原             | 21               | J1               | 0                | 0                | 0                | 0                | 0                | 0                | 0                | 0                |
| 2003             | 市原             | 21               | J1               | 0                | 0                | 0                | 0                | -                | -                | 0                | 0                |
| 2003             | 草津             | 1                | 関東2部          | 1                | 0                | -                | -                | 0                | 0                | 1                | 0                |
| 2004             | 大宮             | 21               | J2               | 0                | 0                | -                | -                | 0                | 0                | 0                | 0                |
| 2005             | 大宮             | 21               | J1               | 0                | 0                | 0                | 0                | 0                | 0                | 0                | 0                |
| 2006             | 草津             | 1                | J2               | 48               | 0                | -                | -                | 2                | 0                | 50               | 0                |
| 2007             | 札幌             | 28               | J2               | 47               | 0                | -                | -                | 0                | 0                | 47               | 0                |
| 2008             | 札幌             | 28               | J1               | 20               | 0                | 1                | 0                | 0                | 0                | 21               | 0                |
| 2009             | 大宮             | 1                | J1               | 0                | 0                | 5                | 0                | 0                | 0                | 5                | 0                |
| 2010             | 新潟             | 28               | J1               | 0                | 0                | 0                | 0                | 0                | 0                | 0                | 0                |
| 2011             | 札幌             | 1                | J2               | 2                | 0                | -                | -                | 1                | 0                | 3                | 0                |
| 2012             | 札幌             | 1                | J1               | 3                | 0                | 3                | 0                | 0                | 0                | 6                | 0                |
| 2013             | 岐阜             | 1                | J2               | 13               | 0                | -                | -                | 0                | 0                | 13               | 0                |
| 2014             | 岐阜             | 1                | J2               | 0                | 0                | -                | -                | 0                | 0                | 0                | 0                |
| 2015             | 相模原           | 23               | J3               | 0                | 0                | -                | -                | -                | -                | 0                | 0                |
| 通算             | 日本             | 日本             | J1               | 23               | 0                | 9                | 0                | 0                | 0                | 32               | 0                |
| 通算             | 日本             | 日本             | J2               | 110              | 0                | -                | -                | 3                | 0                | 113              | 0                |
| 通算             | 日本             | 日本             | J3               | 0                | 0                | -                | -                | -                | -                | 0                | 0                |
| 通算             | 日本             | 日本             | 関東2部          | 1                | 0                | -                | -                | 0                | 0                | 1                | 0                |
| 総通算           | 総通算           | 総通算           | 総通算           | 134              | 0                | 9                | 0                | 3                | 0                | 146              | 0                |

- Jリーグ初出場 - 2006年3月4日 J2第1節 対ヴィッセル神戸 (神戸ウイングスタジアム)
- Jリーグ100試合出場 - 2008年4月26日 J1第8節 対アルビレックス新潟 (札幌ドーム)

## 代表歴
- 1997年 U-15日本代表候補
- 2001年 U-20日本代表候補

## 指導歴
- 2016年 - 北海道コンサドーレ札幌
  - 2016年 旭川U-15 コーチ兼GKコーチ
  - 2017年 アカデミー GKコーチ
  - 2018年 - アカデミーグループ GKコーチ（U-18,17,16担当）
  - 2022年 - トップチーム GKコーチ(アカデミー兼任)